# 宝治
宝治（、旧字体：寶治）は、日本の元号の一つ。寛元の後、建長の前。1247年から1249年までの期間を指す。この時代の天皇は後深草天皇。鎌倉幕府将軍は藤原頼嗣、執権は北条時頼。

## 改元
- 寛元5年2月28日（ユリウス暦1247年4月5日）：後深草天皇即位に伴う代始改元。
- 宝治3年3月18日（ユリウス暦1249年5月2日）：建長に改元。

## 宝治期におきた出来事
元年
- 6月5日：宝治合戦（鎌倉幕府の内乱）

2年
- 春：澁谷光重は次男以下の5兄弟を薩摩川内川の中、下流に地頭として下向させる。兄弟はそれぞれ東郷、祁答院、鶴田、入来院、高城を名乗った。

3年
- 2月1日：閑院火災。京都で火災が発生し、里内裏の閑院が焼失。

## 西暦との対照表
※は小の月を示す。
| 宝治元年（丁未） | 一月      | 二月※ | 三月  | 四月※ | 五月※ | 六月  | 七月※ | 八月 | 九月※ | 十月  | 十一月 | 十二月   |           |
| ---------------- | --------- | ----- | ----- | ----- | ----- | ----- | ----- | ---- | ----- | ----- | ------ | -------- | --------- |
| ユリウス暦       | 1247/2/7  | 3/9   | 4/7   | 5/7   | 6/5   | 7/4   | 8/3   | 9/1  | 10/1  | 10/30 | 11/29  | 12/29    |           |
| 宝治二年（戊申） | 一月※     | 二月  | 三月※ | 四月  | 五月※ | 六月※ | 七月※ | 八月 | 九月※ | 十月  | 十一月 | 十二月   | 閏十二月※ |
| ユリウス暦       | 1248/1/28 | 2/26  | 3/27  | 4/25  | 5/25  | 6/23  | 7/22  | 8/20 | 9/19  | 10/18 | 11/17  | 12/17    | 1249/1/16 |
| 宝治三年（己酉） | 一月      | 二月  | 三月※ | 四月  | 五月※ | 六月※ | 七月※ | 八月 | 九月※ | 十月  | 十一月 | 十二月※  |           |
| ユリウス暦       | 1249/2/14 | 3/16  | 4/15  | 5/14  | 6/13  | 7/12  | 8/10  | 9/8  | 10/8  | 11/6  | 12/6   | 1250/1/5 |           |